# Beta-pinen
β-Pinen (beta-pinen) je uhlovodík významně obsažený v terpentýnu. Jde o bezbarvou kapalinu, která je rozpustná v ethanolu, nerozpustná ve vodě. Je cítit po borovici. Přirozeně se nachází v rozmarýně, petrželi, kopru, bazalce, řebříčku a růži.